# 北間正崇
北間 正崇（きたま まさたか、は、日本の工学者。北海道科学大学保健医療学部教授。北海道小樽市出身。

## 経歴

### 学歴
- 北海道小樽桜陽高等学校卒業
- 北海道工業大学工学部応用電子工学科卒業
- 北海道大学大学院工学研究科修了（博士（工学）)

### 職歴
- 日本学術振興会特別研究員を経て、旧北海道工業大学、現北海道科学大学着任。
- 北海道科学大学保健医療学部診療放射線学科教授

## 専門（研究・活動内容等）

### 研究概要
医用生体工学・生体材料学に関する研究。

#### 研究分野
- 応用光学
- 医用生体工学・生体材料学

#### 研究テーマ
- 光を用いた生体断層イメージングに関する研究。

## 所属学会
- 日本生体医工学会
- 電子情報通信学会